# Círculo Beliáyev

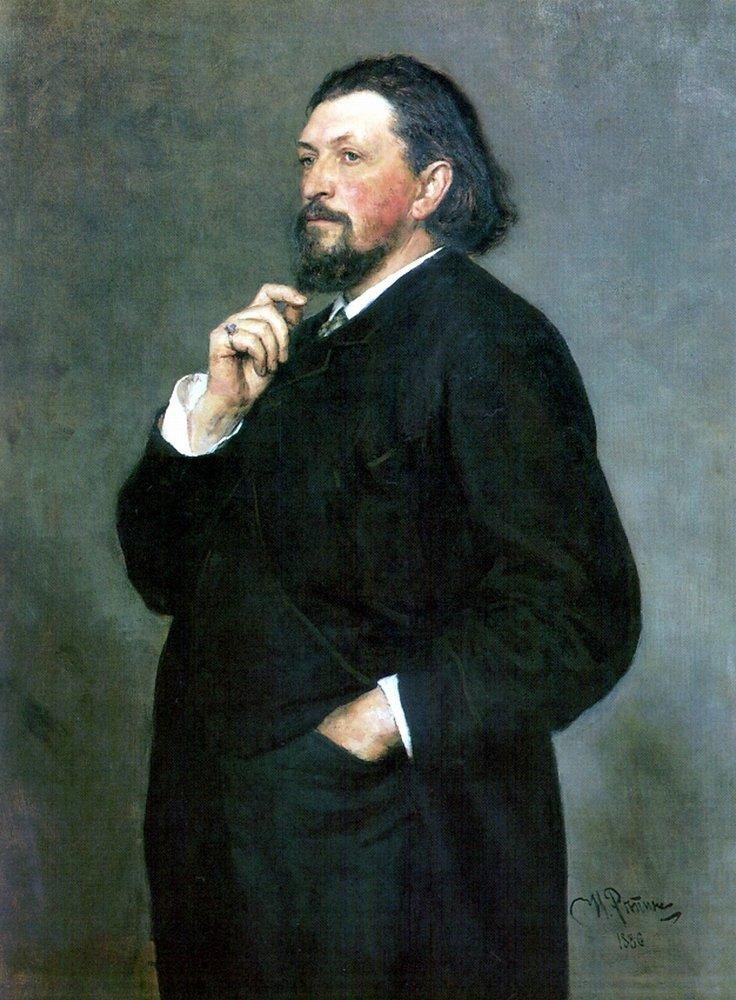
Mitrofán Beliáyev fue un editor y comerciante ruso, además de músico aficionado y filántropo.

El Círculo Beliáyev (en ruso: Беляевский кружок) fue una sociedad de músicos rusos que se conocieron en San Petersburgo entre 1885 y 1908, entre cuyos miembros se incluían Nikolái Rimski‑Kórsakov, Aleksandr Glazunov y Anatoli Liádov. El círculo recibe su nombre por Mitrofán Beliáyev, un empresario maderero y músico aficionado que se convirtió en filántropo y editor musical después de escuchar la música del adolescente Glazunov.
El Círculo Beliáyev creía en un estilo nacional de música clásica, basado en los logros de los compositores del grupo de Los Cinco que los precedió. Una importante diferencia entre los compositores del Círculo Beliáyev y sus homólogos en Los Cinco fue la aceptación de la necesidad de formación académica del estilo occidental; una actitud transmitida por Rimski‑Kórsakov, que enseñó a muchos de los compositores del Círculo en el Conservatorio de San Petersburgo. Aunque estos compositores estaban más abiertos a las prácticas e influencias compositivas occidentales, especialmente a través de la música de Piotr Ilich Chaikovski, siguieron de cerca muchas de las prácticas compositivas de Los Cinco hasta el punto del amaneramiento, especialmente en su descripción de la materia folclórica.
El Círculo Beliáyev llegó a dominar la vida musical en San Petersburgo. Los compositores que deseaban el mecenazgo, la publicación o interpretación en público de sus obras a través de Beliáyev se vieron obligados a escribir en un estilo musical aceptado por Glazunov, Liádov y Rimski‑Kórsakov. También hubo presión del grupo para componer en este estilo y hubo recelos hacia los compositores que no lo hicieron. Varios compositores que creían en la filosofía del Círculo Beliáyev se convirtieron en profesores y directores de los conservatorios de música de Rusia, con lo que extendieron la influencia del grupo más allá de los límites físicos de San Petersburgo y del tiempo hasta bien entrado el siglo XX.

## Beliáyev
Beliáyev fue uno de un creciente número de nuevos ricos industriales rusos que se convirtió en mecenas de las artes a mediados o finales del siglo XIX; entre dichos nuevos ricos están incluidos Nadezhda von Meck, el magnate de los ferrocarriles Savva Mámontov y el fabricante de textiles Pável Tretiakov. Mientras que Nadezhda von Meck insistió en el anonimato de su patrocinio en la tradición de la noblesse oblige, Beliáyev, Mámontov y Tretiakov «quisieron contribuir notablemente a la vida pública». Debido a su orientación cultural y política, era más probable que la aristocracia apoyara el talento nativo y eran más proclives a apoyar a los artistas nacionalistas sobre los cosmopolitas. Esto no se debió a una agenda social o política implícita en el arte, sino debido al rusianismo del arte mismo. Esto incluye la música de los compositores que Beliáyev decidió apoyar.
Aficionado intérprete de viola y de música de cámara, Beliáyev alojaba «cuartetos de los viernes» en su casa de San Petersburgo. Un visitante frecuente a estas reuniones fue Rimski‑Kórsakov. Beliáyev se convirtió en mecenas musical tras haber escuchado la Primera Sinfonía de Glazunov, de dieciséis años de edad, que había sido descubierto por Balákirev y estudiaba con Rimski‑Kórsakov composición musical, contrapunto y orquestación. No sólo Glazunov se convirtió en integrante de los «cuartetos de los viernes», sino que también Beliáyev publicó obras de Glazunov y lo llevó de gira por Europa occidental. Esta gira incluyó una visita a Weimar para presentar al joven compositor al famoso compositor y pianista húngaro Franz Liszt.
Pronto Beliáyev se interesó en otros compositores rusos. En 1884, creó el anual premio Glinka, llamado así por el pionero compositor ruso Mijaíl Glinka, y un año después fundó su propia empresa de edición musical, con sede en Leipzig, a través de la cual se publicaron obras de Glazunov, Rimski‑Kórsakov, Liádov y Borodín, corriendo con los gastos. Con la publicación en Leipzig, Beliáyev podía ofrecer el doble de ventajas de una mayor calidad de impresión musical que la que existía en Rusia en esa época, además de la protección internacional de los derechos de autor que Rusia no ofrecía. A sugerencia de Rimski‑Kórsakov, Beliáyev también fundó su propia serie de conciertos, los Conciertos sinfónicos rusos, abiertos exclusivamente a compositores rusos. Entre las obras escritas especialmente para esta serie, se encuentran las tres de Rimski‑Kórsakov por las que actualmente es más conocido en occidente: Scheherezade, Obertura de la gran Pascua rusa y Capricho español. Beliáyev estableció un consejo asesor formado por Glazunov, Liádov y Rimski‑Kórsakov para seleccionar los compositores a los que iba a apoyar económicamente, mediante la publicación de sus obras o a través de actuaciones, de los muchos que solicitaban su ayuda. Ellos evaluarían las composiciones y los recursos presentados y sugerirían cuales eran los compositores merecedores del patrocinio y la atención del público.

## Influencia

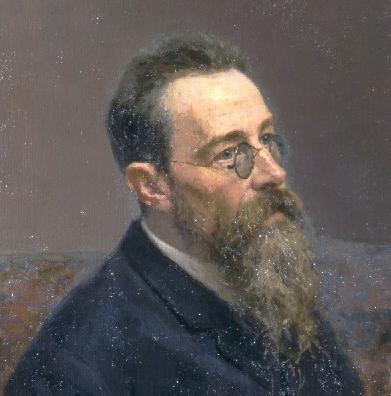
Rimski‑Kórsakov fue, por su cargo de profesor en el Conservatorio de San Petersburgo, una de las principales influencias de los miembros del Círculo y del resto de la escena musical de la ciudad.

La escena musical de San Petersburgo llegó a estar dominada por el Círculo Beliáyev dado que Rimski‑Kórsakov había enseñado a muchos de sus miembros en el Conservatorio. Desde que Glazunov, Liádov y Rimski‑Kórsakov actuaron en calidad de asesores a las empresas Beliáyev, y se convirtieron así en canalizadores de la generosidad del mecenas, los compositores que deseaban ser parte de este círculo y que deseaban patrocinio de Beliáyev tuvieron que escribir en un estilo musical aprobado por estos tres hombres. Debido a esta restricción, el estilo de Rimski‑Kórsakov se convirtió en el estilo académico preferido que los jóvenes compositores tenían que seguir si querían tener algún tipo de carrera. En este sentido, el Círculo Beliáyev actuó como una asociación gremial. Los mejores alumnos del Conservatorio de San Petersburgo recibieron la iniciación por su invitación a los «cuartetos de los viernes» y el ingreso en el círculo «garantizaba una publicación bien remunerada por Edition Belieff, Leipzig, y la interpretación en los programas de los Conciertos Sinfónicos Rusos». Por lo tanto, el círculo Beliáyev «estableció una élite gobernante que regía todos los aspectos de la creación musical, la educación y la interpretación».

## Filosofía
La filosofía del Círculo Belíayev iba en contra de la corriente artística y la revista Mir iskusstva (en ruso: Мир иску́сства, Mundo del arte). Mir iskusstva se «identificaba con los valores artísticos de la aristocracia [rusa]» en su cosmopolitismo y creencia de una cultura universal. Los compositores del Círculo Beliáyev, al igual que anteriormente Los Cinco, creían en una forma nacional, realista, de la música clásica rusa que debía estar al margen del estilo y características de la música clásica occidental europea. En este sentido, los compositores Belíayev compartían objetivos similares con la colonia Abrámtsevo y el renacimiento ruso en el ámbito de las bellas artes. Otro punto de desacuerdo entre Mir iskusstva y el Círculo Belíayev era que creían que los compositores Belíayev practicaban el arte por el arte, como un programa social. Esta práctica va en contra de su creencia en centrarse en «el arte como la expresión espiritual del genio creativo del individuo», como consideraban que Aleksandr Pushkin había hecho en su poesía y Chaikovski en su música. Alfred Nurok comentó en una crítica de 1899 en Mir iskusstva:

Mr. Belyayev's Maecenas activities bear a very special imprint. His undeniably lavish patronage of Russian music of the newest variety does not, unfortunately, so much facilitate the development of the talents of gifted but as yet unrecognized composers, as it encourages young people who have successfully completed their conservatory course to cultivate productivity come what may, touching little upon the question of their creative abilities. Mr. Belyayev encourages industry above all, and under his aegis musical composition has assumed the character of a workers' collective (artel), or even a crafts industry.
Las actividades como mecenas del señor Beliáyev tienen una impronta muy especial. Sin lugar a dudas, su patrocinio pródigo de la música rusa más nueva no da, por desgracia, tanto como para facilitar el desarrollo del talento de los dotados compositores, pero todavía no reconocidos, ya que anima a los jóvenes que han completado con éxito su curso de invierno a cultivar la productividad pase lo que pase, tocando poco en la cuestión de su capacidad creativa. El señor Beliáyev anima a la industria, sobre todo, y bajo su égida la composición musical ha asumido el carácter de colectiva de los trabajadores (artel), o incluso una industria artesanal.

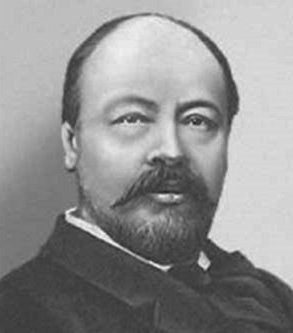
Anatoli Liádov, miembro del Círculo Beliáyev.

El musicólogo Richard Taruskin escribe: «Dentro del Círculo Beliáyev, un prudente conformismo se convirtió cada vez más en la regla». Los programas de concierto se debían llenar con nuevas obras rusas y las nuevas obras tenían que ser publicadas para ofrecer al público esa música. Por tanto, esto fue necesario para «introducir más profundamente en la piscina de talento disponible formado en el Conservatorio» y el Círculo se hizo famoso por la cantidad de talentos no de primer nivel que albergaba en su interior. El crítico y compositor César Cui, quien había sido parte de Los Cinco junto con Rimski‑Kórsakov, llamaba irónicamente a estos jóvenes compositores «clones». Aunque hubo cierto esnobismo involucrado en las críticas al Círculo Beliáyev, también había bastante verdad en el tema del conformismo para causar cierta vergüenza al círculo. Uno de los factores que contribuyeron a dicho conformismo fue la academización progresiva de los compositores en el círculo nacionalista, alimentados por los esfuerzos de Rimski‑Kórsakov en este sentido con sus alumnos. Un número creciente de estos estudiantes se unieron al Círculo Beliáyev; el resultado fue «la aparición de piezas al 'estilo ruso' de línea de producción, pulida y correcta, pero carente de originalidad».

## Comparación con Los Cinco

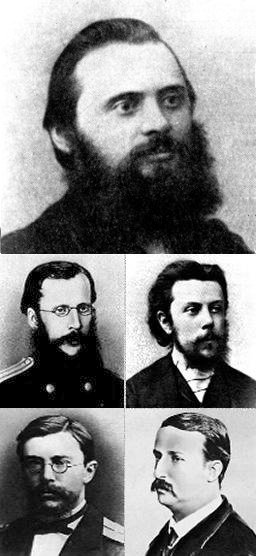
Los Cinco. De izquierda a derecha y de arriba abajo: Mili Balákirev, César Cui, Modest Músorgski, Nikolái Rimski‑Kórsakov y Aleksandr Borodín.

Los compositores que formaron el Círculo Beliáyev eran nacionalistas en sus puntos de vista, al igual que Los Cinco antes que ellos. Como Los Cinco, creían en un estilo único de la música clásica rusa que utilizó la música popular y elementos melódicos, armónicos y rítmicos exóticos, como se ejemplifica por la música de Balákirev, Borodín y Rimski‑Kórsakov. A diferencia de Los Cinco, los compositores del Círculo también creían en la necesidad de una base académica, basada en la composición occidental. La necesidad de técnicas de composición occidentales era algo que Rimski‑Kórsakov había inculcado en muchos de ellos en sus últimos años en el Conservatorio de San Petersburgo. En comparación con los compositores «revolucionarios» en el círculo de Balákirev, Rimski‑Kórsakov encontró que los del Círculo Beliáyev eran «progresistas [...] añadiendo como lo hicieron una gran importancia a la perfección técnica, pero [...] también rompieron nuevos caminos, aunque de forma más segura, incluso con menos celeridad [...].».
La actitud de Glazunov hacia las influencias externas era típica del Círculo Beliáyev. Estudió las obras de Chaikovski y «encontró muchas cosas nuevas [...] que fueron instructivas para nosotros como músicos jóvenes. Se me ocurrió que Chaikovski, que fue sobre todo un compositor lírico y melódico, había introducido elementos de la ópera en sus sinfonías. Admiraba el material temático de sus obras menos que el inspirado desarrollo de sus pensamientos, su temperamento y la perfección constructural». Rimski‑Kórsakov señaló «el culto hacia Chaikovski y la tendencia hacia el eclecticismo» entre los compositores del Círculo, así como «la predilección [...] por la música ítalo-francesa de la época de la peluca y el verdugado [esto es, el siglo XVIII], introducida en la música de Chaikovski en sus óperas La dama de picas e Iolanta».
Sin embargo, aunque el Círculo Beliáyev era hasta cierto punto más tolerante con la influencia externa que sus predecesores bajo la influencia de Balákirev, aun seguían de cerca la práctica de composición de Los Cinco. Maes escribe, «Las armonías de la escena de la coronación de Músorgski en Borís, el octatonismo de Mlada y Sadkó, las estilizaciones de canto popular de Balákirev, el colorido de la armonización de Rimski‑Kórsakov, todo esto sirvió como almacén de recetas para la escritura de la música nacional rusa. En la representación del carácter nacional [...] estas técnicas prevalecieron sobre los temas retratados».

## Folclorismo, occidentalismo, estilo «fantástico»
A diferencia de sus predecesores en Los Cinco, los compositores del Círculo Beliáyev no se preocupaban mucho por el folclorismo, la invención o la adaptación de folclore (fakelore) a los cuentos o canciones recién escritos o el folclore que es rehecho y modificado por los gustos modernos. Tampoco viajaron a otras partes de Rusia para buscar activamente canciones populares, como Balákirev había hecho. Cuando los compositores del Círculo produjeron obras folclóricas, «simplemente imitaron los estilos de Balákirev o Rimski‑Kórsakov».
Uno de los compositores del Círculo, Mijaíl Ipolítov-Ivánov, continuó el trabajo de Los Cinco en el orientalismo musical, el uso de elementos melódicos, armónicos y rítmicos exóticos para representar el medio y extremo oriente del Imperio ruso. Escribió tres óperas (Ruth, Azra e Izmena) ambientadas en un fondo oriental y compuestas en el estilo de Balákirev. La historia de la última de las óperas «se refiere a la lucha entre cristianos y musulmanes durante la ocupación del siglo XVI de Georgia por los persas». Ipolítov-Ivánov es más conocido en Occidente por sus dos conjuntos de Bocetos caucásicos, «una obra orientalista para orquesta al estilo de Balákirev y Borodín».
Liádov escribió en un estilo «fantástico» similar al de Rimski‑Kórsakov, sobre todo en sus poemas sinfónicos basados en cuentos rusos, Baba Yagá, Kikímora y El lago encantado. Este estilo de escritura musical se basó en un amplio uso de la escala de tonos completos y la escala octatónica para representar personajes y eventos sobrenaturales o mágicos, de ahí el término «fantástico». A pesar de que rompería la estética Beliáyev en obras posteriores, Ígor Stravinski escribió su ballet El pájaro de fuego en un estilo musical similar.

## Intolerancia hacia compositores no afines

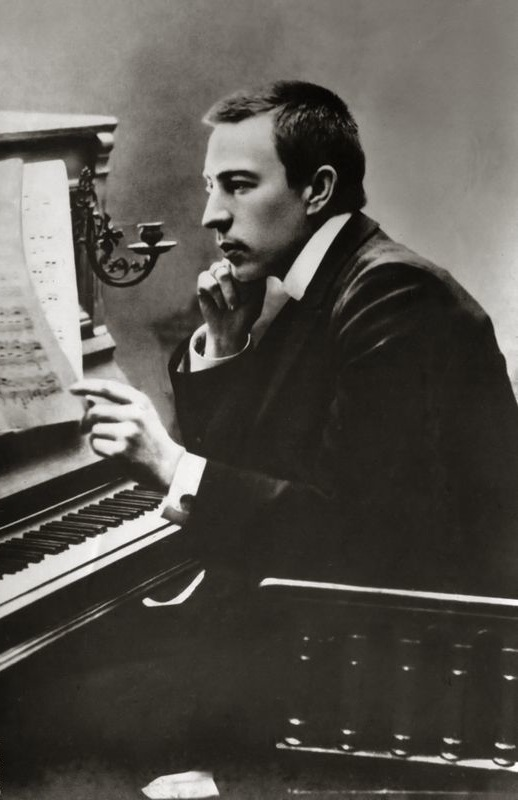
Las críticas de los miembros del Círculo, en especial de Rimski‑Kórsakov, hacia la Primera Sinfonía de Serguéi Rajmáninov fueron muy negativas por no ajustarse a su canon.

A pesar de la negación de Rimski‑Kórsakov de la parcialidad entre los compositores del Círculo Beliáyev, el musicólogo Solomón Vólkov menciona que ellos y Los Cinco compartían una desconfianza mutua hacia las composiciones que no seguían su canon. Esto fue especialmente cierto en la Primera Sinfonía de Serguéi Rajmáninov, un compositor de Moscú y protegido de Chaikovski. Rimski‑Kórsakov, cuyas preferencias musicales en sus últimos años no eran demasiado progresistas, pudo haber escuchado un avance previo del ensayo de la sinfonía cuando le dijo a Rajmáninov, «Perdóneme, pero esta música no me parece del todo agradable». Por los informes de muchos de los presentes, el ensayo que Rimski‑Kórsakov había oído, dirigido por Glazunov, fue a la vez un desastre como representación y una parodia horrible de la partitura. El estreno, celebrado en San Petersburgo el 28 de marzo de 1897, fue mejor. Cui escribió en su crítica de la obra, entre otras cosas, «Si hubiera un conservatorio en el infierno y si uno de sus estudiantes talentosos fuera a componer un programa de sinfonía basado en la historia de las diez plagas de Egipto y fuera a componer una sinfonía como el señor Rajmáninov, entonces habría cumplido su tarea con brillantez y haría las delicias de los habitantes del infierno». La sinfonía no se interpretó de nuevo en la vida de Rajmáninov y aunque este no destruyó ni negó el resultado, sufrió un colapso psicológico que dio lugar a un paréntesis creativo de tres años.

## Relación con el modernismo
Maes dice que los compositores que formaron el Círculo Beliáyev han sido a menudo descritos como «importantes vínculos para, y pioneros de» compositores rusos modernos como Stravinski y Prokófiev. Afirma que esto en realidad es una suposición falsa que sugiere que el modernismo fue el resultado de un proceso gradual. Según Maes, la verdad era que la música moderna en Rusia fue una ruptura mucho más radical por parte del Círculo de lo que muchos han afirmado. El uso extensivo por parte de Rimski‑Kórsakov de la escala octatónica y otros experimentos armónicos «fue una mina de oro para los seguidores de una revolución modernista», escribe Maes. «Sin embargo, la fuerza renovadora aún no se había liberado de los clichés y las rutinas a las que había sido sometida la estética Beliáyev».

## Legado
La parcialidad a favor de la estética musical practicada por el Círculo Beliáyev continuaría en el Conservatorio de San Petersburgo después de la jubilación de Rimski‑Kórsakov en 1906, a través de su yerno Maximilian Steinberg, quien estuvo a cargo de las clases de composición en el Conservatorio en la década de 1920. Dmitri Shostakóvich se quejó del conservadurismo musical de Steinberg, caracterizado por frases como «las bases inviolables del kuchka» y «las tradiciones sagradas de Nikolái Andréyevich [Rimski-Kórsakov]». El tradicionalismo no estuvo limitado a San Petersburgo. Hasta bien entrada la era soviética, muchos conservatorios de música permanecieron a cargo de otros tradicionalistas como Ipolítov-Ivánov en Moscú y Reinhold Glière en Kiev. Sobre ellos, Maes escribe, «los conservatorios mantuvieron una relación directa con la estética Beliáyev».